# De clanstrijd
De clanstrijd is het 255e stripverhaal van Jommeke. De reeks wordt getekend door Studio Jef Nys. Het album verscheen op 3 augustus 2011.

## Personages
In dit verhaal spelen de volgende personages mee:
- Jommeke, Flip, Filiberke, Pekkie, Mic Mac Jampudding, Arabella Pott.

## Verhaal
Mic Mac Jampudding, de gierigste Schot van allemaal, gaat meedoen aan de Highland Games, meer specifiek in het onderdeel whisky drinken, want daar kent hij alles van. Als zijn 25-jarig oude kilt stuk gaat en Arabella geen nieuwe met de correcte ruiten vindt moet er een noodoplossing worden gevonden. Het moet maar de goedkoopste oplossing zijn en de clankleuren van zijn neef Puddy Mac Rum worden overschilderd in zijn eigen kleuren.
Jommeke, Filiberke, Flip en Pekkie landen wat later bij Jampudding. Arabella stelt voor dat ze gaan supporteren voor haar meester bij de Highland Games. Chicky en Chucky die alles hebben afgeluisterd brengen snel hun vader op de hoogte. Deze wil natuurlijk ook de whiskyproef winnen. De Highland Games gaan van start en bij de whiskyproef wordt meteen een strijd geleverd tussen Mic Mac Jampudding en Puddy Mac Rum. De wedstrijd eindigt onbeslist met de verbreking van het record. Om nu toch te bepalen wie de hoofdprijs, een vat whisky, krijgt zegt het reglement dat wie het langst zijn hoofd ondergedompeld kan houden in het vat, de winnaar is. Het loopt grondig fout bij deze extra proef en Jampudding zijn kilt verliest ook nog eens de kleur waardoor de clankleuren van de Mac Rums zichtbaar worden. Dit blijkt een grove belediging te zijn.
De oudste Schotse rechter wordt erbij gehaald en hij beslist dat er een krachtmeting moet plaatsvinden tussen de twee clans. De overwinnaar wordt baas over de andere clan en verwerft al diens bezittingen. De opdrachten zijn paalwerpen, touwtrekken en een houten ton het snelst naar boven rollen op de hoogste Schotse berg, Ben Nevis. Jampudding gaat de volgende dag meteen aan het trainen. Ook bij de Mac Rums wordt niet stil gezeten. Bij beide clans loopt het echter niet altijd even vlot. Zowat een week later start het duel onder toezicht van Mac Law, de oudste rechter, zodat alles kan verlopen volgens de strenge Keltische wetten. De krachtmeting gaat gelijk op. De tonrolproef zal moeten beslissen wie de winnaar wordt. Mac Rum doet nog verwoede pogingen om vals te spelen, maar Jommeke en zijn vrienden komen hierachter. Mic Mac Jampudding kan nog net het duel winnen.

## Fouten
- Foutje in de lettering, namelijk op pagina 14. Flip charmeert Arabella als volgt: Arabella! mijn Schotse schone!". Het woordje mijn wordt best met de hoofdletter M geschreven.

## Achtergronden bij het verhaal
- In het verhaal is er een vermelding van de Ben Nevis. Dit is effectief de hoogste berg van Schotland. Tevens wordt ook het typische Schotse gerecht haggis vernoemd.